# 大雪展望台
43°51′24.6″N 142°45′38.3″E / 43.856833°N 142.760639°E

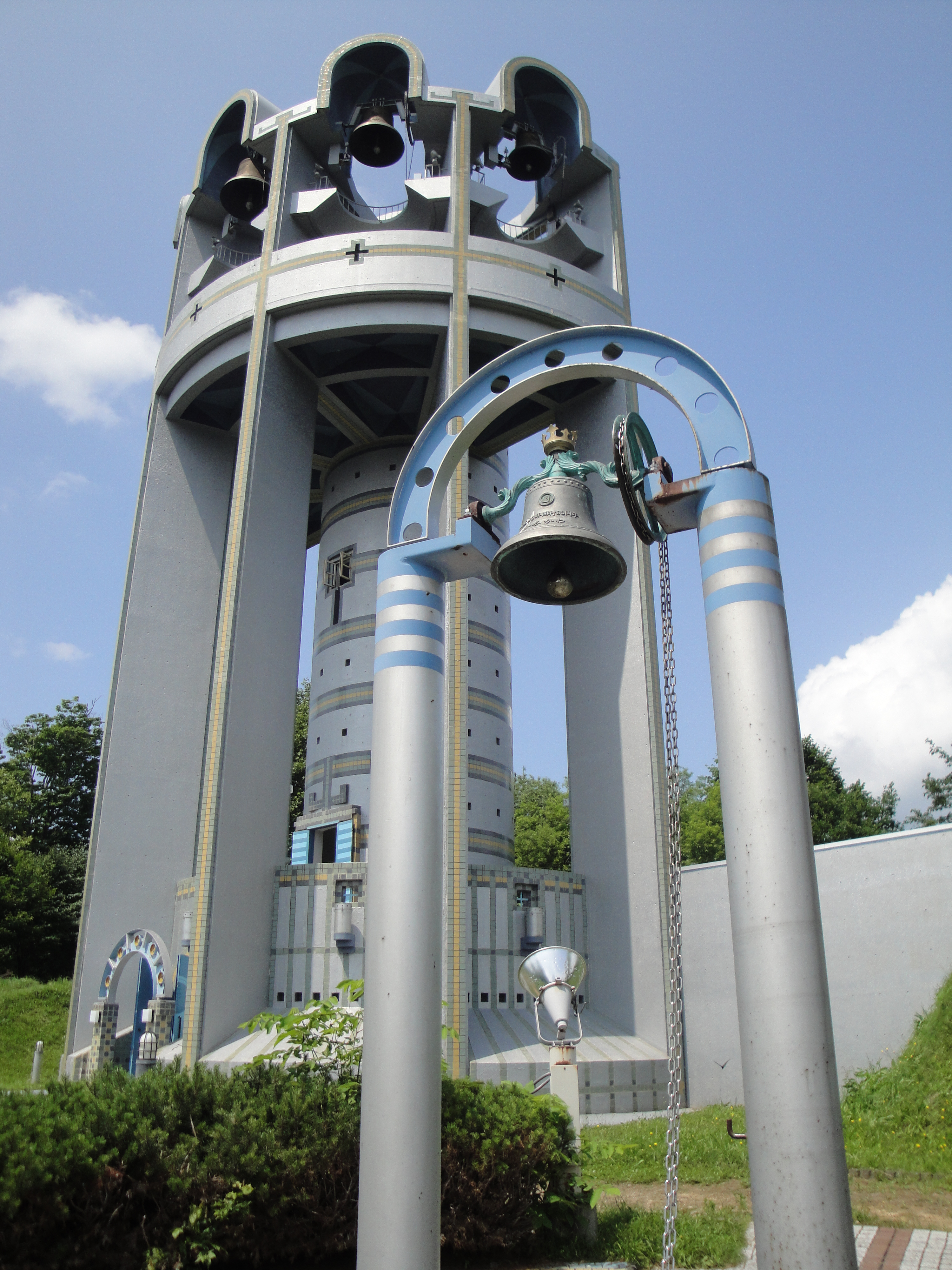
大雪展望台希望之鐘

大雪展望台是位於日本北海道上川町的展望台，可遠眺大雪山山脈，展望台位於鐘塔「希望之鐘」（為法語的，意思即為「希望」）的頂部，因此展望台也被稱為「大雪展望台希望之鐘」（大雪展望台エスポワールの鐘）。

## 历史
1984年上川町為慶祝建村90周年，規劃在上川公園建立展望台，由建築師六角鬼丈設計，每天固定從上午九點至下五六點，每間隔三小時敲鐘一次。
鐘塔內還放置了時間囊，預定於2034年開啟。

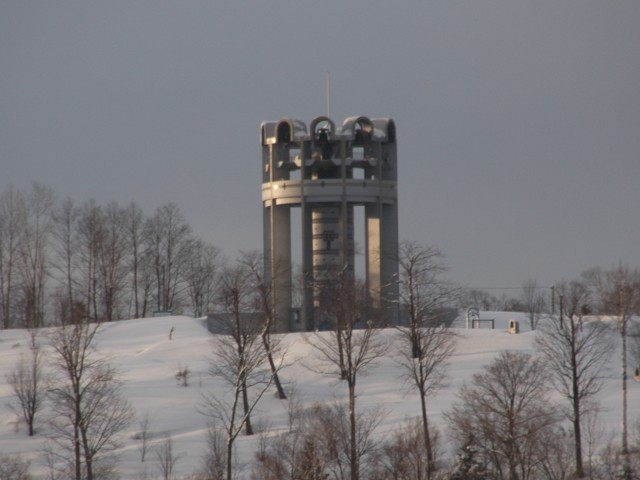
冬季的大雪展望台希望之鐘
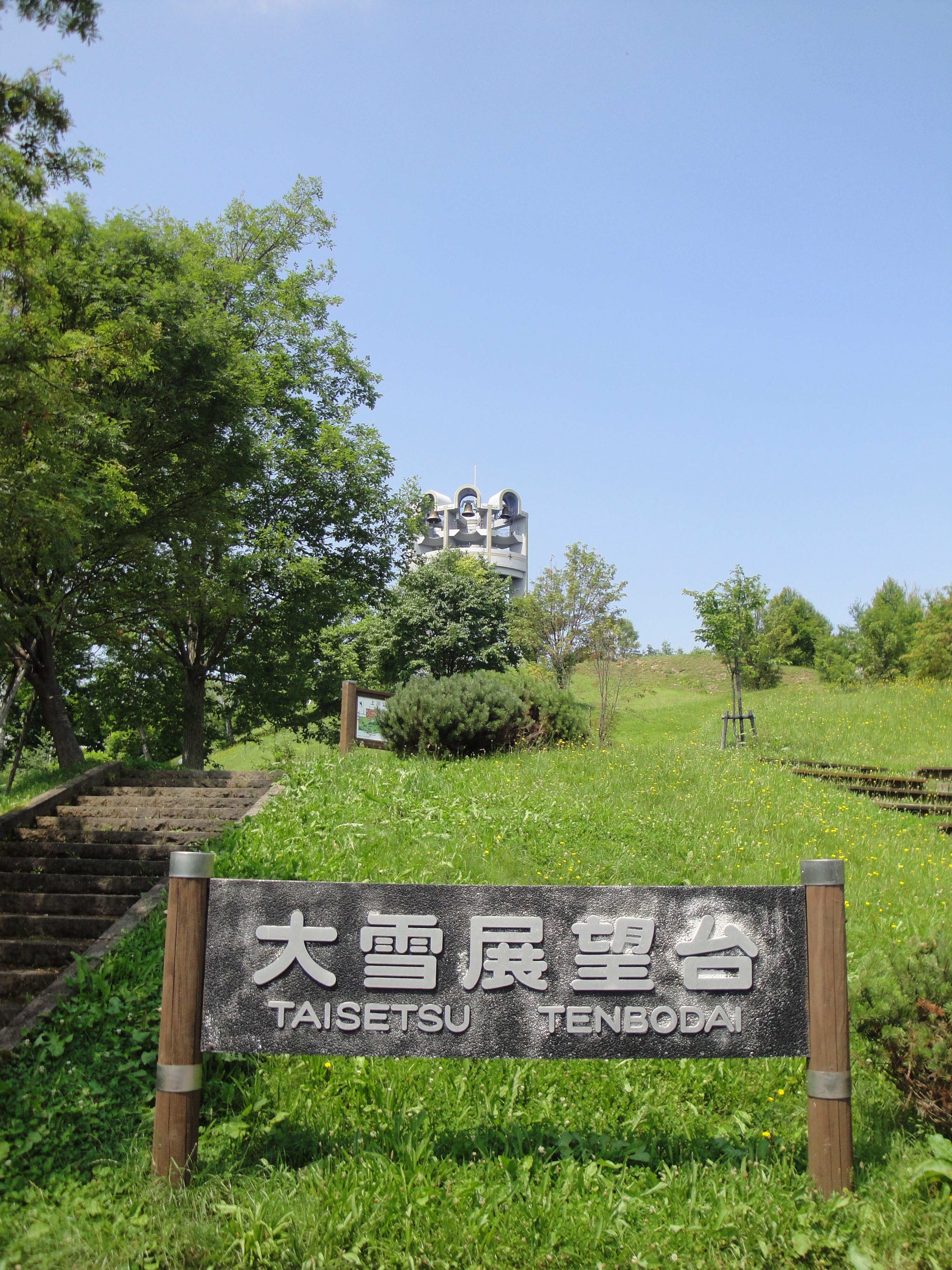
展望台山下的名牌

## 外部連結
- （日語） 希望之鐘(大雪展望台) （页面存档备份，存于） - 層雲峽觀光協會